# Nadejda Kourtchenko
Nadejda Vladimirovna Kourtchenko (en russe : Курченко, Надежда Владимировна), née le 29 décembre 1950, à Novo-Poltava, dans le Kraï de l'Altaï, en république socialiste fédérative soviétique de Russie et morte le 15 octobre 1970, au-dessus de Kobouleti, dans la République socialiste soviétique de Géorgie, est une hôtesse de l’air soviétique qui tente, le 15 octobre 1970 d'empêcher le détournement du vol Aeroflot 244. Ayant averti l'équipage, Nadejda Kourtchenko cherche à bloquer l'entrée de la cabine de pilotage, qui, à l'époque, n’était pas verrouillée, mais est tuée par l'un des pirates de l'air.
Kourtchenko reçoit, à titre posthume, l'Ordre du Drapeau rouge. Une montagne dans les Monts Hissar, l'astéroïde (2349) Kurchenko, un navire-citerne, un parc et une rue à Soukhoumi furent nommés en son honneur,.

## Jeunesse
Nadejda Kourtchenko naît dans la ville de Novo-Poltava, dans le district de Klioutchevsky, en République socialiste fédérative soviétique de Russie. Plus tard, ses parents déménagèrent dans le village de Ponino en Oudmourtie, où elle achève ses études à l'école des personnels navigants. Nadejda Kourtchenko voulait s’inscrire à la faculté de droit, mais devient finalement hôtesse de l’air. En 1968, elle déménage en Abkhazie et travaille au service comptabilité de l'unité de l'aviation de Soukhoumi.

## Décès
Le 15 octobre 1970, un Antonov An-24B, assurant le vol 244 Aeroflot, décolle de Batoumi pour Krasnodar. Dix minutes après le décollage, à une altitude de 800 m, deux hommes appellent Nadejda Kourtchenko, montrant des fusils à canon scié et une grenade, et demandent à passer une note aux pilotes pour exiger le détournement de l'avion vers la Turquie,. Les pirates de l'air, Pranas Brazinskas et son fils Algirdas Brazinskas, cherchaient à passer à l’Ouest. Kourtchenko se précipite alors vers le cockpit et crie « Assaut ! » les pirates de l'air courent après elle. Algirdas Brazinskas crie aux passagers « Ne vous levez pas ou nous allons faire exploser l'avion ! ».
Nadejda Kourtchenko crie alors à l'équipage « Méfiez-vous, ils sont armés! », ses dernières paroles. Elle essaie de faire tomber le fusil de chasse à canon scié de l'un des pirates de l'air ; à ce moment-là, Pranas Brazinskas lui tire dans la poitrine à deux reprises, et elle s'effondre.

## Postérité
En 1970, Nadejda Kourtchenko est enterrée dans le centre de Soukhoumi, mais vingt ans plus tard, en raison de troubles dans cette ville, sa tombe est déplacée vers le cimetière communal de Glazov.
Après la mort de Nadejda Kourtchenko, presque tous les vols Aeroflot sont accompagnés par des employés du ministère de l'Intérieur soviétique. Après réparation, l'avion détourné vole avec une photo de Nadejda Kourtchenko dans la cabine. Un musée consacré à l'hôtesse de l'air est ouvert à Ijevsk.